# Żydowskie szczęście
Żydowskie szczęście (ros. Еврейское счастье, Jewriejskoje sczastje) – radziecki film niemy z 1925 roku. Powstał na podstawie noweli żydowskiego pisarza Szolem Alejchem.

## Obsada
- Solomon Michoels jako Menachim Mendel
- Moisiej Goldblat jako Zalman
- Tamara Adelheim jako Bela Kimbach